# Буч (Словенія)
Буч (словен. Buč) — поселення в общині Камник, Осреднєсловенський регіон, Словенія. Висота над рівнем моря: 458,1 м.